# Phryne

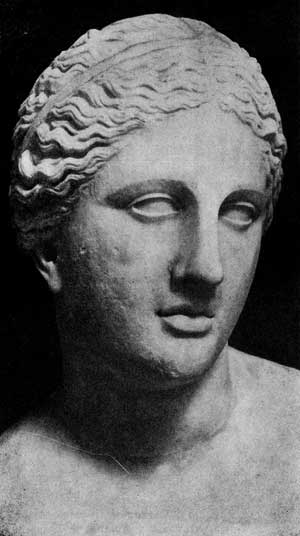
Venus Colonna, antike Replik der „Aphrodite von Knidos“ von Praxiteles; Phryne war angeblich das Modell

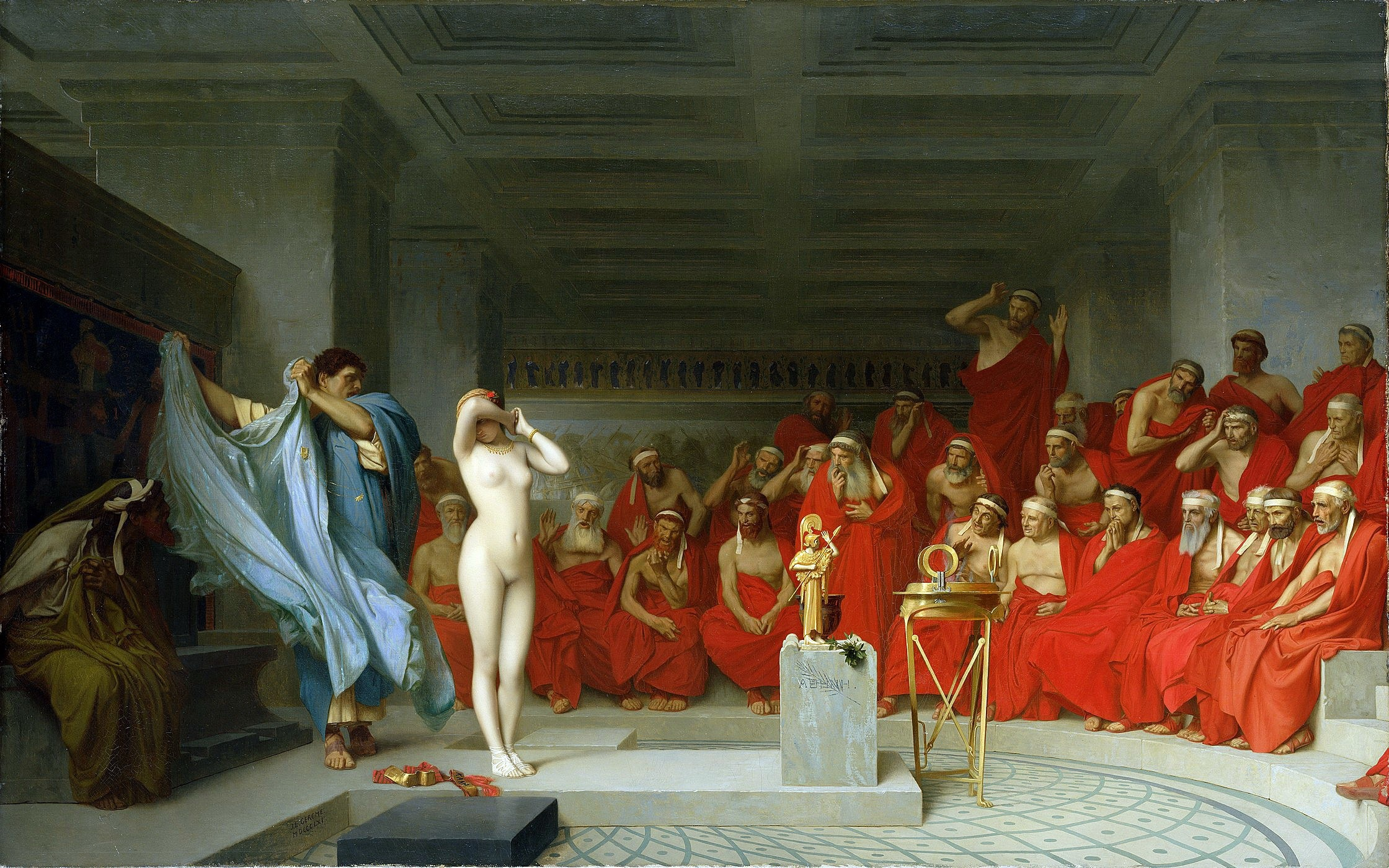
Jean-Léon Gérôme: „Phryne vor dem Areopag“ (1861); Hamburger Kunsthalle

Phryne (griechisch Φρύνη Phrýnē) war eine berühmte griechische Hetäre aus Thespiai und lebte im 4. Jahrhundert v. Chr.

## Leben und Wirken
Phryne hieß ursprünglich Mnēsaréte (altgriechisch Μνησαρέτη), was etwa „eingedenk der Tugend“ bedeutet, und erhielt später den Namen Phrýnē („Kröte“) wegen ihres gelblichen Teints, der mit der Farbe einer Kröte verglichen wurde. Dieser Name wurde auch anderen Hetären gegeben.
Sie kam als Tochter des Epikles in Thespiai zur Welt. Zunächst verdiente sie ihr Geld als arme Kapernhändlerin, gelangte aber ca. 371 v. Chr. nach Athen, wo sie aufgrund ihrer Schönheit mit Liebhabern Geld verdiente und bald zur reichen Hetäre wurde. Ihr Reichtum erlaubte es ihr, eher zurückhaltend aufzutreten, keine öffentlichen Bäder zu besuchen, keine Schminke zu verwenden und lange, geschlossene Gewänder zu tragen.
Sie erbot sich, die Mauern Thebens nach der Zerstörung durch Alexander den Großen auf eigene Kosten wieder aufzubauen, wenn die Thebaner die Inschrift darauf setzten: „Alexander hat sie zerstört, die Hetäre Phryne wieder aufgebaut“, was allerdings abgelehnt wurde.
Eine Anekdote bei Athenaios erzählt, dass Phryne während einer Zeremonie in Eleusis vor den versammelten Griechen ihre Kleidung abgelegt und anschließend im Meer gebadet habe. Apelles inspirierte dieser Bericht zu seinem berühmten Kunstwerk Venus Anadyomene. Auch Praxiteles benutzte Phryne vermutlich als Modell für seine Statue der Aphrodite von Knidos, die erste Großplastik, die eine Frau nackt zeigt. Das freizügige Modellstehen von Phryne ermöglichte eine neue Entwicklung in der Kunst: In der Folgezeit wurden in der Vasenmalerei auch Hetären freizügig dargestellt.
Praxiteles ließ Phryne zwischen den Statuen von Eros und Satyros wählen. Sie entschied sich für den Eros und stellte ihn in einem Tempel zu Thespiai auf. Des Weiteren stellte Praxiteles eine Statue von Phryne aus Gold im Tempel von Delphi auf. Der Kyniker Krates kommentierte dies mit den Worten, die Statue sei typisch für die Verschwendungssucht Griechenlands.

## Gerichtsverhandlung
Phryne wurde von Euthias angezeigt, der sie in seiner Rede unter anderem wegen schamlosen Verhaltens im Lyceum und der Einführung einer neuen Gottheit anklagte. Es liegt allerdings nahe, die Gerichtsverhandlung als politisch motiviert zu betrachten. Die Tatsache, dass die Gerichtsverhandlung umfangreich dokumentiert und in vielen Quellen geschildert wird, legt nahe, dass die Verhandlung nicht nur für Phryne und ihren Verteidiger Hypereides von Bedeutung war.
Von der Gerichtsverhandlung handeln zahlreiche Mythen. Einer Legende nach soll Phryne, als die Gerichtsverhandlung zum Punkt der Verurteilung kam, ihre Kleidung zerrissen und sich mit ihren nackten Brüsten vor den Richtern zu Boden geworfen haben, da ihre Schönheit überzeugender war als die Rede ihres Verteidigers.
Eine andere Version besagt, dass Phryne von ihrem Liebhaber und Anwalt, dem Politiker Hypereides (389–322 v. Chr.), als sich eine Verurteilung abzeichnete, in die Mitte des Gerichts gebracht und ihr Busen entblößt wurde. Die Richter sprachen sie darauf frei, da sie glaubten, Aphrodite persönlich zu sehen. Nach dem Freispruch wurde eine Verordnung verfasst, dass kein Urteil fallen soll, während der oder die Angeklagte anwesend sind, damit sich kein Redner bemüht, Mitleid zu erregen.
Craig Cooper sucht in seinem Werk „Hyperides and the Trial of Phryne“ zu widerlegen, dass die Entkleidung Phrynes jemals stattgefunden hat. Da keine Anzeichen für irgendeine zeitgenössische Schilderung existierten, die Biographen informierte, was bei der Verhandlung passiert war, könnten die Informationen nur aus Hypereides’ Rede abgeleitet worden sein. Die vermeintliche Entkleidung Phrynes vor Gericht müsse sich auf eine falsche Schlussfolgerung von Idomeneus von Lampsakos stützen, die daraufhin von anderen Biographen übernommen worden sei.

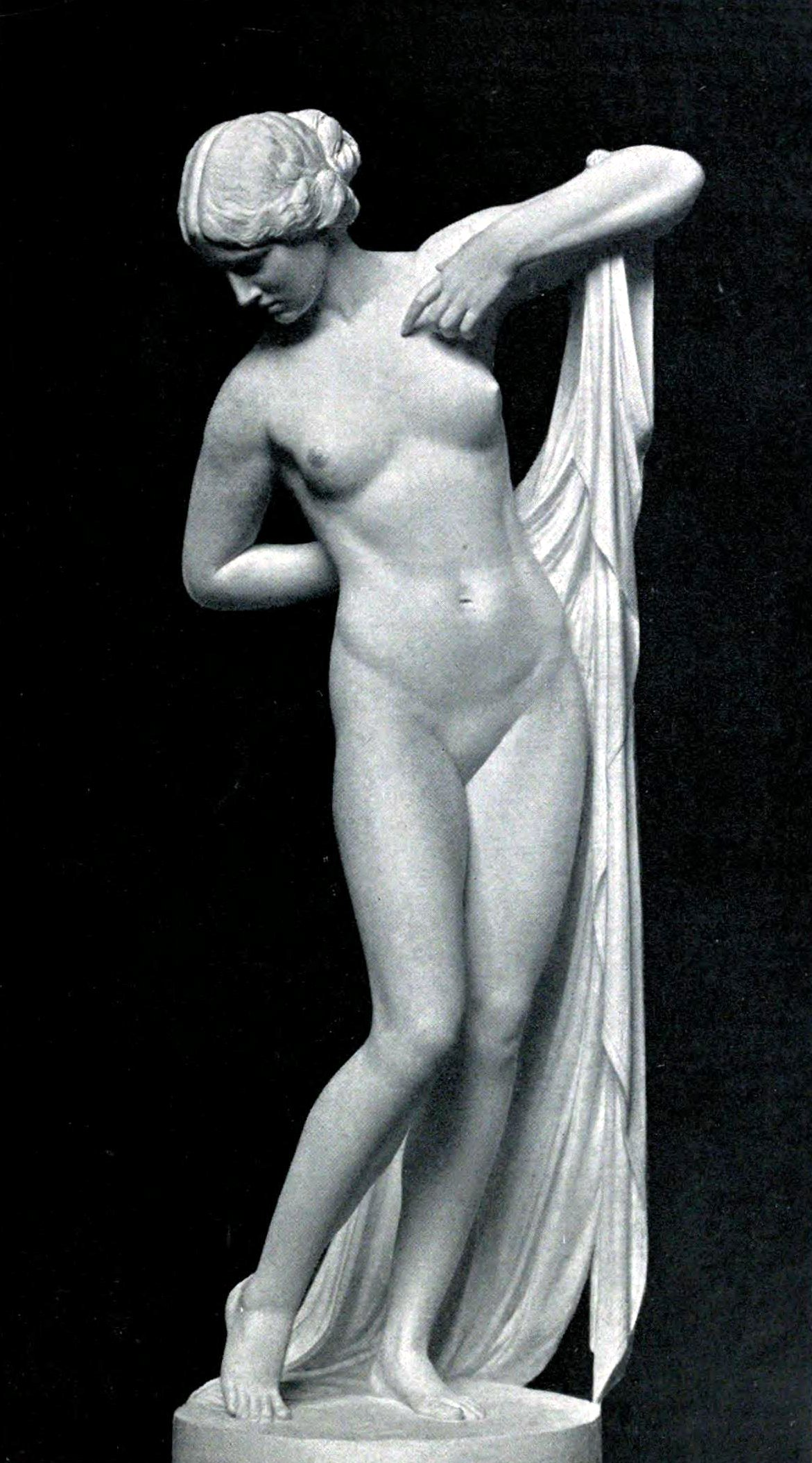
Phryne, Skulptur von Ferdinand Lepcke, 1907/1908

## Rezeption

### Bildliche Kunst
- Diese Szene stellte der französische Maler Jean-Léon Gérôme 1861 in seinem Bild „Phryne vor dem Areopag“ („Phryné devant l’Aréopage“) dar.[20]
- 1907/08 schuf Ferdinand Lepcke eine Phryne, die im kleinen Rosengarten, Coburg, steht.
- 2009 schuf der Künstler Andrew Lendzion eine Porträtstatue von Phryne. Sie zeigt Phryne als eine starke und selbstbewusste Person.[21]

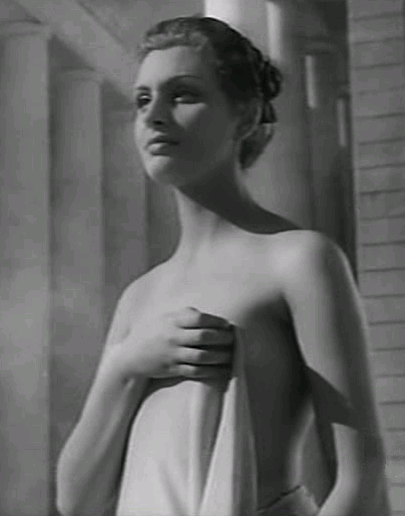
Schauspielerin Elena Kleus als Phryne in Frine, Sklavin der Liebe, 1953.

### Filmische Darstellung
- 1953: Frine, Sklavin der Liebe, Spielfilm, Italien, dargestellt von Elena Kleus.

### Musik
- Am 24. Mai 1893 wurde die Opéra comique „Phryné“ in zwei Akten von Camille Saint-Saëns zu einem Libretto von Lucien Augé de Lassus uraufgeführt.
- 1906 wurde im Wiener Cabaret Hölle die burleske Operette Phryne mit der Musik von Edmund Eysler nach dem Text von Fritz Grünbaum und Robert Bodanzky aufgeführt.[22]

### Weiteres
- Im Jahre 1922 nutzte der Rechtsanwalt Erich Frey die Phryne-Taktik, um für die wegen Erregung öffentlichen Ärgernisses angeklagte Nackttänzerin Lola Bach Freispruch zu erlangen.[23]
- Der Asteroid (1291) Phryne wurde nach ihr benannt.